# Фронтида
Фронтида је у грчкој митологији била супруга тројанског старешине Пантоја. 

## Митологија
Њу је помињао Хомер у својој „Илијади“, као мајку тројанских јунака Еуфорба, Полидаманта и Хиперенора. Хомер ју је описао као краљевску или „попут краљице“.

## Напомена
Исто латинско име ове личности (Phrontis), означава и име мушких јунака из грчке митологије (Фронтид).